# Тора Галлаґер
Тора Галлаґер (1821—1884) — данська фотографка та письменниця, перша жінка-фотографка Данії. Власниця фотостудії, в якій створювала портрети відомих людей (зокрема, авторка знаменитого фотопортрета Ганса Крістіана Андерсена).

## Життєпис
Дочка державного службовця Андреаса Галлаґера († 1853) та Анни Маргрете Деген, котрі не були одружені, але жили разом до 1846 року.
Вважається, що Галлаґер була знайома з дагереотипією ще до того, як поїхала у навчальну поїздку до Парижа в 1855 році, мабуть, щоб дізнатись про останні американські здобутки у фотографії. Ймовірно, вона фотографувала в Копенгагені приблизно з 1850 р. ще до відкриття власної студії в 1857 р.
Галлаґер була домогосподаркою Ганса Крістіана Андерсена в Ліллі Конгенсґеде, Копенгаген, з 1866 по 1869 рік і в Нугавні з 1871 по 1873 рік. Вона часто отримувала листи від Андерсена з подорожей між 1867 і 1873; в листі від 21 червня 1869 р.) він виражав своє вдоволення потретом себе, який зробила Галлаґер, повідомивши, що роботу також оцінили всі, хто її бачив.

## Вибрані фотографії

Ганс Крістіан Андерсен (жовтень 1869)
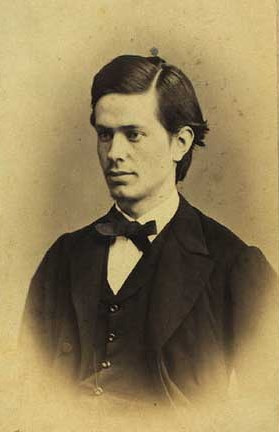
Карл Ваґнер, офіцер армії
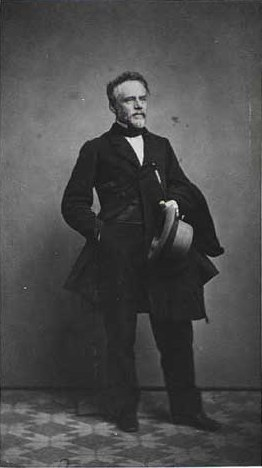
Вільгельм Марстранд, живописець
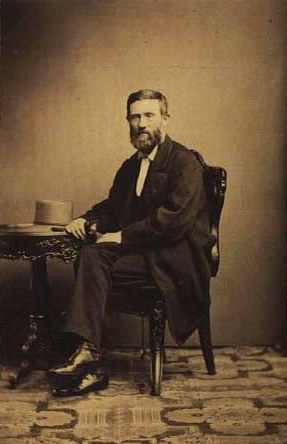
П. К. Сковґаард, художник
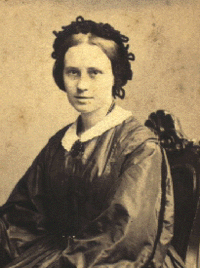
Письменниця Матільда Фібігер